# Andokides (redenaar)
Andokides (ca 440 v.Chr., Athene (?) - na 391 v.Chr.) (Oudgrieks: Ἀνδοκίδης / Andokídês; Latijn: Andocides) was een Attische redenaar.

## Leven
Over zijn jeugd zijn we slecht ingelicht. Hij was waarschijnlijk afkomstig uit een Attische aristocratische familie. Uit zijn redevoeringen valt niet op te maken of hij een sofistische opleiding heeft genoten.
In 415 v.Chr. raakte Andokides verwikkeld in het Hermokopidenschandaal en de parodiëring van de mysteriën van Eleusis. In een enkele nacht werden in Athene kort voor het begin van de Siciliaanse Expeditie verscheidene Hermen, figuren die aan de huisingangen stonden, verminkt. Bij het onderzoek dat was ingesteld naar deze misdaad, die een religieuze dimensie had, werden bovendien meerdere personen ervan beschuldigd private mysteriën te hebben gehouden in hun huis, wat werd gezien als asebeia ('goddeloosheid'). Een van de voornaamste beschuldigden was Alkibiades, die daarom ook uit Sicilië werd teruggeroepen om te worden veroordeeld. Deze vluchtte daarop naar Sparta (Thucydides, VI 27.1-28.2.).
Tijdens het proces over de hierboven beschreven feiten was Andokides de belangrijkste getuige. Daarom moest hij in ballingschap gaan. Rond 411 ondernam hij met zijn redevoering "Over zijn terugkeer" een poging naar Athene te mogen terugkeren. Hij overtuigde de Atheners niet en pas rond 400 werden hij weer in Athene opgenomen. Daar verdedigde hij zich opnieuw met zijn bekendste redevoering "Over de mysteriën". Deze is naast de passages bij Thucydides de belangrijkste bron voor de gebeurtenissen in 415.
Daarnaast is er een redevoering "Over de vrede" overgeleverd uit het jaar 391 v.Chr. waarin hij zijn medeburgers adviseerde om een voorgesteld vredesverdrag met Sparta ter beëindiging van de Korinthische Oorlog aan te nemen. In deze redevoering wordt voor het eerst de term koiné eiréne, algemene vrede, gebruikt. Dit vredesidee zou in de volgende decennia de verhoudingen tussen de Griekse poleis beïnvloeden. Het gebruik van de term in de redevoering van Andokides geeft aan dat het op dat ogenblik geloofwaardig moet zijn geweest voor alle Grieken.
Na de afwijzing van zijn voorstel werd een klacht tegen Andokides ingediend, waarop hij weer in ballingschap ging. Over zijn verdere leven evenals de plaats en tijd van zijn dood is niets bekend.

## Overgeleverde redevoeringen
- Περὶ τῆς ἑαυτοῦ καθόδου (De Reditu)
- Περὶ τῶν μυστηρίων (De Mysteriis)
- Περὶ τῆς πρὸς Λακεδαιμονίους εἰρήνης (De Pace)
- Κατὰ 'Αλκιβιάδου (Contra Alcibiadem)